# Alles Lüge
«Alles Lüge» (с нем. — «Всё ложь») — первый сингл группы Lacrimosa. Его выход состоялся в 1993 году на лейбле Hall of Sermon. Сингл предшествовал третьему полноформатному альбому Lacrimosa Satura. Заглавная композиция впервые вышла ещё в 1992 году в составе некоторых сборников. Помимо этого трека в сингле содержатся ещё три композици.

## Издания
Диск «Alles Lüge» неоднократно переиздавался в различных странах. В 2002 году по лицензии Hall of Sermon сингл был переиздан в России и Польше соответственно лейблами Irond и Mystic Production. Российское издание представляет собой двойной диджипак, совмещённый с альбомом Satura. Польская же версия выпущена в формате аудиокассеты и также объединена с этим альбомом. В Мексике сингл стал дополнением лишь к лимитированной версии Satura, изданной в 2005 году лейблом Scarecrow.

## Список композиций
Слова и музыка всех песен — Тило Вольфф.
| №                   | Название                             | Длительность |
| ------------------- | ------------------------------------ | ------------ |
| 1.                  | «Alles Lüge»                         | 5:51         |
| 2.                  | «Alles Lüge» (Sanguis — Mix)         | 6:12         |
| 3.                  | «Diener eines Geistes» (Dirus — Mix) | 6:36         |
| 4.                  | «Ruin»                               | 6:49         |
| Общая длительность: | Общая длительность:                  | 25:28        |

## Участники
Над синглом работали:
- Тило Вольфф (нем. Tilo Wolff) — тексты, музыка, вокал, клавишные, программинг
- Себастьян Хаусманн (нем. Sebastian Hausmann) — гитара, бас-гитара

## Обложка
Над оформлением работали:
- Тило Вольфф
- Кристиан Дёрге (нем. Christian Dörge)
- Fido